# Himalmartensus ausobskyi
Himalmartensus ausobskyi là một loài nhện trong họ Amaurobiidae.
Loài này thuộc chi Himalmartensus. Himalmartensus ausobskyi được miêu tả năm 2008 bởi Jia-Fu Wang & Zhu.